# Бухнаг
Бухнаг (таб. Бухьнагъ) — село в Табасаранском районе Дагестана (Россия). Входит в состав сельского поселения «Сельсовет Халагский».

## География
Расположено в 7 км к юго-западу от районного центра c. Хучни.

## История
С 1950-х по 1990-е годы являлось частью села Халаг.

## Население
| 1895 | 1926 | 1939 | 2002 | 2010 | 2021 |
| ---- | ---- | ---- | ---- | ---- | ---- |
| 93   | ↘76  | ↗105 | ↗244 | ↘194 | ↘148 |